# Марьяновка (Марьяновская поселковая община)
Марья́новка (укр. Мар'янівка) — посёлок в Луцком районе Волынской области Украины. Центр Марьяновской поселковой общины.

## Географическое положение
Находится на реке Гнилая Липа (приток реки Стырь).

## История
Колония Мусин входила в состав Гороховской волости Владимир-Волынского уезда Волынской губернии Российской империи. После советско-польской войны селение осталось в составе Волынского воеводства Польши и в 1921 году получило название Марьяновка.
В 1924 году при строительстве железной дороги Луцк — Львов здесь была построена станция Горохов.
В ходе Великой Отечественной войны в 1941—1944 гг. селение было оккупировано немецкими войсками.
В 1955 г. построен маслосыродельный завод, в 1957 г. — плодоконсервный завод, в 1959 г. — сахарный комбинат.
В январе 1989 года численность населения составляла 2892 человека.
В 1990е годы плодоконсервный завод был закрыт.
В мае 1995 года Кабинет министров Украины утвердил решение о приватизации находившихся здесь сахарного завода и сыродельного завода. К концу 1990-х годов сыродельный завод был превращён в молокоприёмный пункт, а затем прекратил существование.
На 1 января 2013 года численность населения составляла 2 807 человек.
До 2020 года посёлок входил в Гороховский район.

## Транспорт
Здесь находится железнодорожная станция Горохов на линии Львов — Луцк Львовской железной дороги.

## Экономика
- хлебоприёмное предприятие[8]